# 届木ウカ
届木 ウカ（とどき ウカ、Todoki Uka、6月13日 - ）は、日本のバーチャルYouTuber・小説家・歌手・3Dモデラー。多摩美術大学卒業。元ENTUM所属（2018年4月9日から2019年12月31日まで所属）、2020年よりフリーで活動。デザイナーとしてはDMM.comVPoE室に所属。

## 人物
芸術総合誌『ユリイカ』への寄稿「個人バーチャルYouTuberという『自身のイデア』」 で、届木ウカは自身について
と述べている。創作スタイルは「うみねこのなく頃に」などで知られる竜騎士07の影響を強く受け、「実質の父」としている。〈私〉のリデザインとしての精神世界でのアバターである〈僕〉をバーチャルYouTuber届木ウカとして昇華させたのはバーチャルのじゃロリ狐娘Youtuberおじさんこと、ねこますの情熱に影響を受けたという。2017年12月中旬にねこますの「バーチャルのじゃロリ狐娘Youtuberおじさん」が注目されたのを見て、2日でキャラクターを作ってデビューした。アイドル的に自身を消費されることは不服とし、バーチャルタレント・バーチャルクリエイターとして目指すべきはデーモン閣下のように「中の人」とは無縁に「バーチャルと肉の共存できる場所」を作ることだとしている。
また、公式サイトの自己紹介では
としている。
SFマガジン2020年8月号に寄稿した「異常進化するバーチャルアイドル-VRとVTuberの新たな可能性-」の中で
と記述している。

## 来歴
2018年
- 1月3日、活動を開始。
- 4月9日、バーチャルYouTuber事務所・ENTUMの開設と同時に同事務所に所属。
- 6月27日、芸術総合誌『ユリイカ』2018年7月号にエッセイを寄稿。
- 7月5日、『バーチャルYouTuber名鑑2018』に掲載。
- 9月22日 VR演劇「Virus」にて脚本・出演を担当。
- 10月25日、「Virus」が朝日新聞に掲載。
- 11月1日、「AIxSF project」の公式サポーターに就任。

2019年
- 6月20日、百合SFアンソロジー『アステリズムに花束を』の発売を記念し、SF小説家を交えた座談会を配信。
- 12月31日、所属事務所・ENTUMの活動終了に伴い、2020年よりフリーとなる。

2020年
- 3月、シンガーソングライター「羽華」としての活動を開始。
- 4月29日、VTuberをテーマとした合同文芸誌「仮想百景」の制作に参加。
- 6月25日、SF専門雑誌『S-Fマガジン』2020年8月号にエッセイを寄稿。
- 12月25日、『S-Fマガジン』2021年2月号にて処女作「貴女が私を人間にしてくれた」が掲載され、小説家デビュー。
- 12月30日、総合カルチャーサイト「Real Sound」にて「バーチャルYouTuberの“新しい生”」を試みているVTuberの一人として取り上げられる。

2021年
- 2月2日、美少女ゲーム風配信用ウィジェットアプリ『ADVLive』を発表。
- 2月12日、映画祭「Beyond the Frame Festival」のトークイベント「“オープニングセッション”BTFF 観どころ＆ラインナップ一挙紹介！ ～無限の世界に飛び出そう」に出演。
- 3月18日、多摩美術大学の卒業を発表。
- 12月10日、結婚を発表。

## 出演

### テレビアニメ
- バーチャルさんはみている（2019年[28]）

### テレビ番組
- NHKニュースおはよう関西（2018年7月31日[29]、NHK大阪放送局）

### ゲーム
- クラッシュフィーバー（2017年[30]、iOS・Android、限定キャラクター出演）
- ブイブイブイテューヌ（2020年[31]、PlayStation 4・Microsoft Windows、ゲストキャラクター出演）

### イベント・オンラインライブ
2018年
- Mi:Live2018（10月27日）
- ニコニコ超パーティ2018公式裏放送（11月3日）

2019年
- 人工知能学会主催「AIxSF project」（6月5日）
- REALITY主催「届木ウカ生誕祭2019」（6月13日）
- VRソロイベント「剥製遊戯in cluster」（6月28日）
- 幕張メッセライブイベント「FAVRIC」（9月29日）

2020年
- 「届木ウカ」グラフアートグッズフェア開催（6月12日）
- 国内最大級XRカンファレンス「XR Kaigi2020」（12月11日、ナレーション）

2021年
- 文化庁委託事業 VR映画祭「Beyond the Frame Festival2021」（2月12日、公式ナビゲーター）

## 文筆

### 雑誌掲載

#### 小説
- 「貴女が私を人間にしてくれた」: 『S-Fマガジン』2021年2月号（早川書房）

#### 評論など
- 「個人バーチャルYouTuberという「自身のイデア」―自己の再出産と魂の交歓―」: 『ユリイカ』 2018年7月号、青土社。ISBN 978-4-7917-0351-7。
- 「異常進化するバーチャルアイドル―VRとVTuberの新たな可能性―」 : 『S-Fマガジン』 2020年8月号、早川書房。
- 「はじめてのBLゲーム概論」、「BL×SF作品ガイド」 : 『S-Fマガジン』2022年4月号（早川書房）

### 解説執筆
- 『走馬灯のセトリは考えておいて』柴田勝家（ハヤカワ文庫JA、2022年11月）ISBN 978-4150315375 巻末収録

## ディスコグラフィ
| #   | 配信日        | タイトル         |
| --- | ------------- | ---------------- |
| 1st | 2020年5月2日  | 夏の憧憬         |
| 2nd | 2020年8月22日 | 君は食肉じゃない |